# Liga Internacional de Sociedades Dermatológicas
La Liga Internacional de Sociedades Dermatológicas (o ILDS por sus siglas en inglés de The International League of Dermatological Societies ) es una organización no gubernamental afiliada a la Organización Mundial de la Salud. Fue fundada en 1935, aunque a causa de la Segunda Guerra Mundial no hubo congresos hasta 1952. Es regida por el International Committee of Dermatology.
La ILDS es la organización madre de la International Foundation for Dermatology, fundada en 1987.
Tras la publicación del CIE-10, la ILDS produjo una serie de extensiones compatibles para su utilización en dermatología.